# Julianne Dalcanton
Julianne Dalcanton (Pittsburgh, 29 gennaio 1968) è un'astronoma statunitense, dal settembre 2021 direttrice del Simons Foundation Center for Computational Astrophysics di New York. In precedenza ha diretto il programma ACS Nearby Galaxy Survey Treasury (ANGST) presso il telescopio spaziale Hubble,  ha insegnato astronomia presso l'Università di Washington a Seattle ed è stata ricercatrice della Sloan Digital Sky Survey. Il suo lavoro principale riguarda la formazione e l'evoluzione delle galassie.
È conosciuta a livello internazionale per la scoperta della cometa C/1999 F2 Dalcanton.

## Biografia
Julianne Dalcanton si è laureata in fisica presso il Massachusetts Institute of Technology nel 1989 e ha conseguito il dottorato di ricerca in scienze astrofisiche all'Università di Princeton nel 1995. Si è poi specializzata presso gli Osservatori della Carnegie Institution di Washington.
Ha anche scritto per testate scientifiche popolari, tra cui Discover.

## Riconoscimenti
Nel 2012, l'asteroide 148384 Dalcanton è stato chiamato così in suo onore..
Nel 2018, è stata insignita del Premio Beatrice M. Tinsley dall'American Astronomical Society in riconoscimento del suo lavoro in astronomia e di "contributi che sono di carattere eccezionalmente creativo o innovativo e che hanno svolto un ruolo fondamentale nel promuovere la nostra comprensione dell'universo".

## Articoli su rivista
- (EN) Julianne Dalcanton, David N. Spergel e F. Summers, The Formation of Disk Galaxies, in The Astrophysical Journal, vol. 482, n. 2, 1997,  pp. 659-676.
- (EN) Craig J. Hogan e Julianne Dalcanton, New dark matter physics: Clues from halo structure, in Physical Review, vol. 62, n. 6, 2000.

## Vita privata
Dalcanton è sposata e ha due figli.